# Rátkai Károly (újságíró)
Rátkai Károly (Szászváros, 1895. december 4. – Budapest, Erzsébetváros, 1964. február 20.) újságíró, lapszerkesztő.

## Életútja
Rátkai Károly és Hentschel Karolina fiaként született. A Szászvárosi Református Kún-kollégiumban érettségizett. Bölcsészdoktori oklevelét Debrecenben szerezte, a miskolci Reggeli Hírlapnál kezdte újságírói pályafutását. 1922-ben került a budapesti 8 órai Újsághoz, 1923-ban pedig az Esti Kurir munkatársa lett, ahol a fővárosi rovatot vezette, majd 1937-ben a lap szerkesztését is átvette. 1944 márciusában a németek letartóztatták és a mauthauseni koncentrációs táborba hurcolták. Miután hazatért, 1945–46-ban a Kis Újság, ezt követően pedig a Szabadság című lap munkatársa lett. 1948-ban felelős szerkesztője volt a Fővárosi Közlönynek és vezette Budapest főváros sajtóosztályát. Mauthauseni élményeit megírta Két torony című kötetében, amely 1946-ban jelent meg. Halálát agylágyulás okozta.
Első házastársa Munkácsi Ilona Etel volt, akit 1915. július 11-én Budapesten, a Ferencvárosban vett nőül. 1948-ban elváltak. Második felesége Halmos Friderika volt, akivel 1948-ban kötött házasságot Budapesten.